# Strangers (film indien, 2007)
Pour les articles homonymes, voir Strangers.

Strangers est un film indien en hindi sorti en 2007 et réalisé par Aanand L. Rai. C'est la reprise d'un film de 1951 d'Alfred Hitchcock, L'Inconnu du Nord-Express, lui-même adaptation d'une nouvelle de Patricia Highsmith de 1951, L'Inconnu du Nord-Express.

## Synopsis
Rahul, un écrivain raté, et Sanjeev Rai, un financier qui a réussi, sont tous les deux dans le compartiment classe affaires d'un train qui se rend de Southampton à Londres. La claustrophobie et le fait qu'ils soient tous les deux Indiens les poussent à bavarder. La conversation devient de plus en plus personnelle, et ils confient tous les deux ne pas être heureux dans leur vie de couple. Rai est abattu : après la mort de son fils, son épouse Nandini est devenue folle. Quant à Rahul, il n'est plus respecté par sa femme Preeti après l'échec de sa carrière d'écrivain. Tous les deux parviennentdonc à la conclusion que le meilleur moyen de s'en sortir serait d'éliminer leur femme. Mais qu'arriverait-il ensuite ?

## Fiche technique
Sauf indication contraire, les informations mentionnées dans cette section peuvent être confirmées par la base de données cinématographiques IMDb,  présente dans la section « Liens externes ».
- Titre : Strangers
- Réalisateur : Aanand L. Rai
- Scénaristes : Himanshu Sharma (en), Gaurav Sinha
- Directeur de la photographie : Manoj Gupta
- Ingénieur du son : Nihar Ranjan Samel
- Producteurs : Raj Kundra (en), Uday Tiwari
- Genre : film d'amour, thriller
- Durée : 100 minutes
- Son : Dolby Digital
- Image : Couleur
- Date de sortie 
  -  Inde : 15 décembre 2007

## Distribution
- Jimmy Sheirgill : Rahul
- Nandana Sen : Preeti
- Kay Kay Menon : Sanjeev Rai
- Sonali Kulkarni (en)
- Kitu Gidvani (hi)
- Marc Cabourdin
- Natalie Hatcher
- Natalie Rowan

## Bande originale
- Parolier : Javed Akhtar
- Musique : Vinay Tiwari
- Chanteurs de playback
  - Shreya Ghoshal
  - Lata Mangeshkar
  - Sonu Nigam
  - Vinay Tiwari